# (15088) Licitra
(15088) Licitra (1999 CK82) – planetoida z pasa głównego planetoid okrążająca Słońce w ciągu 3,59 lat w średniej odległości 2,34 j.a. Odkryta 10 lutego 1999 roku.